# SView
sView是一個開源的通用型媒體播放器，支援多種圖片、影片與音訊檔案格式，但是主要功能是用來支援瀏覽全景图與3D眼鏡還有其他3D裝置的媒體檔案內容。

## 系統需求
| 套件名稱    | 功能           |
| ----------- | -------------- |
| OpenGL 2.0+ | 最小化用户界面 |
| OpenAL      | FFmpeg解碼     |

## 使用者介面
應用程式有兩個獨立介面，图像浏览器與媒体播放器兩者共用同一個特性功能。它的用户界面是以图形用户界面函式庫StGLWidgets為基礎，使用OpenGL在媒體層的最上層渲染。應用程式適用於電腦傳統桌面與移动设备。

## 外部連結
- 官方網站（页面存档备份，存于）
- GitHub上的sView